# Marquinho (calciatore 2002)
Marquinho, pseudonimo di Marco Antonio Marsulo Junior (São José do Rio Pardo, 5 aprile 2002), è un calciatore brasiliano, centrocampista dell'Académico de Viseu.

## Carriera
Nato a São José do Rio Pardo, cresce nel settore giovanile del San Paolo dove milita dal 2015 al 2018; successivamente transita nella Juventus-SP e nel Cruzeiro prima di approdare alla Chapecoense nel 2021.
Debutta fra i professionisti il 10 ottobre 2021 in occasione del match di Série A perso 5-2 contro l'Internacional.

## Statistiche
Statistiche aggiornate al 1º dicembre 2021.

### Presenze e reti nei club
| Stagione        | Squadra         | Campionato      | Campionato | Campionato | Coppe nazionali | Coppe nazionali | Coppe nazionali | Coppe continentali | Coppe continentali | Coppe continentali | Altre coppe | Altre coppe | Altre coppe | Totale | Totale | Totale |
| Stagione        | Squadra         | Comp            | Pres       | Reti       | Comp            | Pres            | Reti            | Comp               | Pres               | Reti               | Comp        | Pres        | Reti        | Pres   | Reti   |        |
| --------------- | --------------- | --------------- | ---------- | ---------- | --------------- | --------------- | --------------- | ------------------ | ------------------ | ------------------ | ----------- | ----------- | ----------- | ------ | ------ | ------ |
| 2021            | Chapecoense     | PD/SC+A         | 0+5        | 0          | CB              | 0               | 0               |                    | -                  | -                  |             | -           | -           | 5      | 0      |        |
| Totale carriera | Totale carriera | Totale carriera | 5          | 0          |                 | 0               | 0               |                    | -                  | -                  |             | -           | -           | 5      | 0      |        |